# 日本人会
日本人会（にほんじんかい）とは、世界（日本国外）に長期在住する日本人の交流会である。

## 概要
日本人であれば、誰でも入れるものから、永住者や会社員、シニア層、学生（留学生）など、年齢や在住目的で入会資格を分けたもの、さらに出身都道府県単位で開かれている「県人会」など、その形態はさまざまである。会員になるには、会費の納入が必須が殆どである。
会の目的は概ね、親睦・交流・情報交換・共通の利益の擁護などである。活動内容の範囲は様々で、日本語補習授業校や、日本語が通じる診療所の運営をしているものもある。
永住している者だけでなく、日本人の留学生や海外駐在のビジネスマン、国際結婚をした日本人も参加できるが、参加の可否については、あくまで任意であり、在外日本人でも日本同様の村社会を嫌い、敢えて入会しない人々も居る。
個人だけでなく、法人会員のいる所もある。多くは専属の事務所を持たず、現地の日本企業が持ち回りで事務局を引き受けていたり、会員の自宅が事務局を兼用していたりする。